# Liste der Wüstungen im Main-Taunus-Kreis
Diese Liste führt die Wüstungen im Main-Taunus-Kreis auf.
Vorbemerkungen: Die Existenz von Wüstungen ist typischerweise durch Nennung in Urkunden oder auf Karten belegt. Das Datum der Ersterwähnung ist daher typischerweise kein Gründungsdatum. Die Gründung erfolgte früher. Noch ungenauer ist die Datierung der Aufgabe der Wüstung. Sofern sich keine Kartenangaben mit dem Hinweis „Wüstung“ finden, ist der Zeitpunkt nur dadurch abzuschätzen, dass der Ortsname ab einem bestimmten Zeitpunkt nicht mehr in Urkunden vorkommt. Auch die Lokalisierung ist meist ungenau. Quellen hierzu sind Flurnamen oder historische Karten. Die angegebenen Geokoordinaten sind daher nicht als exakte Angaben zu verstehen. Ebenfalls typisch ist die Vielfalt an Schreibweisen. Teilweise ist es dadurch nicht möglich, zu beurteilen, ob zwei Namen auch zwei Orte bezeichneten oder dies nur Schreibweisen waren.

## Liste der Wüstungen
| Name(n)        | Gemarkung                 | Namensformen                                                                                        | Ersterwähnung | Letzte Erwähnung | Lage                        | Anmerkung     |
| -------------- | ------------------------- | --------------------------------------------------------------------------------------------------- | ------------- | ---------------- | --------------------------- | ------------- |
| Amstertal      | Bremthal                  | Ameselndail, Amisindal, Amßelntail                                                                  | 1280          | 0                | 50° 8′ 38″ N, 8° 21′ 55″ O  | [ 1 ] [ 2 ]   |
| Beidenau       | Altenhain                 | Bidinowa, Bidenauwe, Rote Mühle, Beidenauer Mühle                                                   | 1191          | 0                | 50° 9′ 31″ N, 8° 27′ 24″ O  | [ 3 ] [ 4 ]   |
| Biegen (Burg?) | 0                         | 0                                                                                                   | 0             | 0                | unbekannt                   | [ 5 ]         |
| Burlachen      | Hofheim am Taunus         | villae Burlachin, Burlach zu. Buerloch by dem Lindenborn, bauerloch, im, baureloch, a zu, bauerloch | 1301          |                  | 50° 6′ 22″ N, 8° 27′ 46″ O  | [ 6 ] [ 7 ]   |
| Eichen         | Ober- und Unterliederbach | 0                                                                                                   | 1492          | 0                | 50° 7′ 15″ N, 8° 29′ 22″ O  | [ 8 ] [ 9 ]   |
| Haneberg       | Ehlhalten                 | Haneberg, Heneberge/Hainnberge, von dem, hoff zum Hainberge, Hainberge, hoff zum                    | 1280          | 1540             | 50° 10′ 17″ N, 8° 22′ 16″ O | [ 10 ] [ 11 ] |
| Hartbach       | Diedenbergen              | Hartbach, Harpach, de, Harppach                                                                     | 1191          | 15. Jahrhundert  | 50° 4′ 13″ N, 8° 24′ 19″ O  | [ 12 ] [ 13 ] |
| Hedekam        | Kriftel                   | 0                                                                                                   | 1277          | 1578             | 50° 4′ 44″ N, 8° 27′ 54″ O  | [ 14 ] [ 15 ] |
| Hof Heide      | Massenheim                | Heide, Heide, hoiff uff der, Hyde, Hof zu der                                                       | 1282          | 1607             | 50° 1′ 57″ N, 8° 22′ 50″ O  | [ 16 ] [ 17 ] |
| Kassern        | Diedenbergen              | Kassie, in campo gegeme, Kassechin. Wald Kazhorn, Kaysse, ym, Casern, uf dem, Casornn, zum          | 1300          | 1607             | 50° 4′ 50″ N, 8° 24′ 18″ O  | [ 18 ] [ 19 ] |
| Königsborn     | Langenhain                | |               | 1607             | 50° 5′ 47″ N, 8° 23′ 2″ O   | [ 20 ] [ 21 ] |
| Niedernhain    | Langenhain                | Niddernhain, Niedernhain                                                                            | 1577          | 1607             | 50° 5′ 12″ N, 8° 22′ 59″ O  | [ 22 ] [ 23 ] |
| Oberweilbach   | Diedenbergen              | superiori Wylebach, hayne gegen Oberwilbach, zum, Oberwilbacher wege                                | 1222          | 1457             | 50° 3′ 42″ N, 8° 25′ 14″ O  | [ 24 ] [ 25 ] |
| Oizmanshoven   | Oberliederbach            | 0                                                                                                   | 1306          | 1306             | unbekannt                   | [ 26 ]        |